# Pedro Datta
Pedro Datta (n.1887 - d.1934) a fost un compozitor argentinian, devenit celebru ca autor al valsului "Aeroplanul".